# マカール・ゴンチャロフ
マカール・ゴンチャロフ（英: Makar Goncharoff、生没年不詳）は、白系ロシア人の菓子職人。ゴンチャロフ製菓株式会社の創業者。日本で初めてウイスキーボンボンを作った人物とされる。マカロフ・ゴンチャロフとも表記される。

## 生涯
ゴンチャロフの生涯については不明な点が多い。ロマノフ朝の宮廷菓子料理人であったとも、ウラジオストクでチョコレート菓子製造を学んだともされる。
ロシア革命が起こった時期に日本へ亡命。ポダルコ・ピョートルによると、1923年に朝鮮京城府（ソウル）でチョコレート菓子の製造および販売を行うようになり、1926年に神戸市に場所を移して営業を続けた。一方、ゴンチャロフ製菓のホームページや森元伸枝によると、1923年に神戸市北野でチョコレートの製造販売を開始した。ポダルコ・ピョートルによると、神戸でのゴンチャロフはソウル時代に知り合った中国人を雇い、「製造者というよりマネージャー」として店舗を経営した。
同じく神戸在住の白系ロシア人で、1926年3月に洋菓子店「Confectionery F.MOROZOFF」をトアロードに設立したフョードル・ドミトリエヴィチ・モロゾフとは一時協力関係にあり、資金の貸し付けを受けたり菓子の納入を行うなどした。
1932年、日本人三戸伊之助とともに合資会社「エム・ゴンチャロフ」（後のゴンチャロフ製菓株式会社）を設立。その2年後の1934年に事業を三戸に譲渡し、日本を出国した。ヴァレンティン・フョードロヴィチ・モロゾフ（フョードル・ドリートリエヴィチ・モロゾフの子の菓子職人）によると上海へ、ゴンチャロフ製菓がポダルコ・ピョートルに提供した資料によるとオーストラリアへ移住したという。その後のゴンチャロフの消息は不明である。
ゴンチャロフが日本を離れた理由について、ゴンチャロフ製菓のパンフレットには「日本に慣れなかったため」と記載されているが、ポダルコ・ピョートルは、1933年11月に日独防共協定が締結され日ソ間の軋轢がピークを迎えたことで白系ロシア人が「仮想敵国ソ連からの『ロスケ』」として認識されていた可能性があることとの関連性を指摘している。